# 120 Minutes
A 120 Minutes amerikai televíziós műsor volt az MTV-n, amely főleg az alternatív rock zenével foglalkozott. 1986. március 10-én volt az első adás. Ez volt az MTV legelső saját gyártású műsora. Olyan zenekarok szerepeltek itt, mint a The Jesus and Mary Chain, The Verve, The Replacements, Blur, Butthole Surfers, New Order és még sokan mások.

## Története
2011. július 30-án az alternatív rock mellé most már egyéb műfajok is betársultak, például dubstep, alternatív hiphop, electronica. A sorozatban interjúk is szerepeltek a zenekarokkal. 2013. február 1-jén az új verziót is eltörölte az MTV, ezúttal végleg le lett zárva a program története.
Két válogatáslemez is készült, Never Mind the Mainstream: The Best of MTV's 120 Minutes Vol. 1, 2 és 120 Minutes Live címekkel, melyeken az epizódok során feltűnt bandák számaiból válogattak.
A 120 Minutes-nek eredeti pályafutása alatt Dave Kendall, illetve később Lewis Largent volt a házigazdája. Kendall a műsor készítőjeként is szolgált. Az új verziót Matt Pinfield vezette, de ő már 1995-től 1999-ig is vezette a sorozatot.
Magyarországon hivatalosan soha nem vetítették, viszont a nyolcvanas-kilencvenes években az európai MTV-n angol nyelven lehetett nézni az epizódokat.
Az eredeti sorozat 17 évadot és 839 epizódot élt meg, míg a feltámasztott produkció egy évadot futott, 15 epizóddal. 80 vagy 90 perces egy epizód.
Az USA-ban az MTV vetítette, 1986-tól 2000-ig, majd 2001-től 2013-ig a társcsatorna, az MTV2 sugározta a műsort.